# River Plate Football Club
|  | Per a altres significats, vegeu «River Plate (desambiguació)». |

El River Plate Football Club va ser un antic club de futbol, uruguaià de la ciutat de Montevideo.

## Història
El River Plate Football Club assolí grans èxits durant l'era amateur del futbol uruguaià. De fet, l'actual uniforme de la selecció uruguaiana de futbol blau cel fou adoptat el 1910 en honor d'aquest club, per una victòria seva sobre el club argentí Alumni. Després de la segona dècada del segle xx, el club entrà en una fase d'ostracisme i finalment desaparegué. Actualment existeix el Club Atlético River Plate que adoptà el nom d'aquest club.
| Local | Visitant |

## Palmarès
- 4 Campionat uruguaià de futbol: 1908, 1910, 1913, 1914[1]
- 1 Copa de Honor Cousenier: 1912